# Феликс Салтен
Феликс Салтен (Пешта, 6. септембар 1869 – Цирих, 8. октобар 1945) рођен као Сигмунд Салцман (Siegmund Salzmann), био је аустријски аутор и књижевни критичар у Бечу. Његово најпознатије дело је Бамби, живот у шуми (1923).

## Живот и смрт
Салтен је рођен 6. септембра 1869. године као Сигмунд Салцман у Пешти, Аустроугарска. Био је унук православног рабина. Када је имао четири недеље, његова породица се преселила у Беч, Аустрија. Многи Јевреји су се досељавали у град крајем 19. века, јер је Беч 1867. године Јеврејима доделио пуно држављанство.
Када је његов отац банкротирао, шеснаестогодишњи Салтен напустио је школу и почео радити у агенцији за осигурање. Такође је почео да издаје песме и критике књига у часописима. 15. јануара 1889. године објавио је своје прве песме у листу "An der Schönen Blauen Donau" и то користећи псеудоним Феликс Салтен које ће касније постати познато. Постао је део покрета "Млади Беч" (Јунг Виен) и убрзо је добио посао сталног уметничког и позоришног критичара бечке штампе (Wiener Allgemeine Zeitung, Zeit). Године 1900. објавио је своју прву збирку приповедака. Године 1901. покренуо је први бечки краткотрајни књижевни кабаре Jung-Wiener Theater Zum lieben Augustin. У њему је хтео да прикаже мешавину сликарства, плеса, поезије, музике и позоришта, а прва представа одржана је 16. новембра 1991. године. Публика није показала завидну реакцију, па је због малих прихода и великих трошкова кабаре престао са приказивањем.
Убрзо је објављивао, у просеку, једну књигу годишње, драме, кратке приче, романе, путописе и збирке есеја. Такође је писао за готово све главне бечке новине. 1906. Салтен је отишао у Берлин у "Ullstein" као главни уредник B.Z. am Mittag и Berliner Morgenpost, али се неколико месеци касније вратио у Беч. Такође је написао филмске сценарије и либрете за оперете. 1927. постао је председник аустријског ПЕН клуба као наследник Артура Шницлера.
Најпознатије дело Салтена, који је и сам био страствени ловац, је Бамби (1923). Преведен је на енглески језик 1928. године и постао је успех Клуба књиге. Године 1933. продао је филмска права америчком редитељу Сиднију Френклин-у за само 1.000 долара, а Френклин је касније пренео права на студио Валта Диснеи-а, који су чинили основу анимираног класика Бамбија из 1942. године.
Живот у Аустрији постао је погубан за истакнутог Јеврејина током 1930-их. У Немачкој је Адолф Хитлер 1936. забранио Салтенове књиге. Две године касније, након анексије Немачке Аустрије, Салтен се са супругом преселио у Швајцарску, у Цирих где му је било забрањено да се бави новинарством и тамо провео последње године. Услед забране, Салтен је своје последње године провео на ивици сиромаштва немогавши да заради ониме шта је једино знао - писањем.
Фелик Салтен умро је 8. октобра 1945. у 76. години. Сахрањен је у јеврејском гробљу у Цириху (Israelitischer Friedhof Unterer Friesenberg).
Салтен се оженио глумицом Отили Мецл (1868–1942) 1902. године, и имао двоје деце: Пола (1903–1937) и Ану Катарину (1904–1977). Написао  је још једну књигу засновану на лику Бамбија, под насловом Бамбијева деца: Прича о шумској породици (1939). Његове приче Пери и The Hound of Florence инспирисале су Дизнијеве филмове Пери (1957), односно Чупави пас (1959).
Салтен се сада сматра анонимним ауторком духовитог, прослављеног еротског романа,  Јосефине Мутзенбацхер — животна прича једне бечке курве, испричана од њене саме (Josephine Mutzenbacher: The Life Story of a Viennese Whore, as Told by Herself) (1906), испуњене друштвеном критиком.

## Одабрани радови
- 1899 - Der Gemeine
- 1906 - Josefine Mutzenbacher oder Die Geschichte einer Wienerischen Dirne von ihr selbst erzählt
- 1907 - Herr Wenzel auf Rehberg und sein Knecht Kaspar Dinckel
- 1910 - Olga Frohgemuth
- 1911 - Der Wurstelprater
- 1922 - Das Burgtheater
- 1923 - Der Hund von Florenz
- 1923 - Bambi: Eine Lebensgeschichte aus dem Walde  (Бамби, живот у шуми)
- 1925 - Neue Menschen auf alter Erde: Eine Palästinafahrt
- 1927 - Martin Overbeck: Der Roman eines reichen jungen Mannes
- 1929 - Fünfzehn Hasen: Schicksale in Wald und Feld
- 1931 - Freunde aus aller Welt: Roman eines zoologischen Gartens  (Градска џунгла)
- 1931 - Fünf Minuten Amerika
- 1933 - Florian: Das Pferd des Kaisers
- 1938 - Perri (Пери)
- 1939 - Bambi's Children (Бамбијева деца)
- 1940 - Renni the Rescuer (Спасилац Рени)
- 1942 - A Forest World (Шумски свет)
- 1945 - Djibi, the Kitten (Џиби, маче, илуст)

### Књиге за децу
Од наведених наслова у којима је писао о животињском свету свртано је у књиге намењене деци. Међу њима су: Бамби, живот у шуми, Зечићи, Младост веверице Пери и др. На српски су преведене три његове књиге:
- Бамби један живот у шуми
- Бамбијева деца
- Авантуре веверице Пери